# Denée, Maine-et-Loire

Denée este o comună în departamentul Maine-et-Loire, Franța. În 2009 avea o populație de 1,404 de locuitori.